# Villers-le-Château
Villers-le-Château és un municipi francès, situat al departament del Marne i a la regió del Gran Est. L'any 2007 tenia 260 habitants.

## Demografia

### Població
El 2007 la població de fet de Villers-le-Château era de 260 persones. Hi havia 96 famílies, de les quals 16 eren unipersonals (8 homes vivint sols i 8 dones vivint soles), 32 parelles sense fills, 40 parelles amb fills i 8 famílies monoparentals amb fills.
La població ha evolucionat segons el següent gràfic:
Habitants censats

### Habitatges
El 2007 hi havia 102 habitatges, 100 eren l'habitatge principal de la família, 1 era una segona residència i 1 estava desocupat. Tots els 102 habitatges eren cases. Dels 100 habitatges principals, 96 estaven ocupats pels seus propietaris, 2 estaven llogats i ocupats pels llogaters i 2 estaven cedits a títol gratuït; 2 tenien tres cambres, 12 en tenien quatre i 86 en tenien cinc o més. 93 habitatges disposaven pel capbaix d'una plaça de pàrquing. A 30 habitatges hi havia un automòbil i a 65 n'hi havia dos o més.

### Piràmide de població
La piràmide de població per edats i sexe el 2009 era:
| Homes | Edats   | Dones |
| ----- | ------- | ----- |
| 0     | 95 o +  | 0     |
| 0     | 90 a 94 | 0     |
| 0     | 85 a 89 | 4     |
| 4     | 80 a 84 | 4     |
| 4     | 75 a 79 | 4     |
| 4     | 70 a 74 | 0     |
| 8     | 65 a 69 | 4     |
| 8     | 60 a 64 | 4     |
| 16    | 55 a 59 | 8     |
| 16    | 50 a 54 | 12    |
| 8     | 45 a 49 | 4     |
| 4     | 40 a 44 | 8     |
| 8     | 35 a 39 | 12    |
| 8     | 30 a 34 | 8     |
| 12    | 25 a 29 | 8     |
| 12    | 20 a 24 | 8     |
| 8     | 15 a 19 | 8     |
| 8     | 10 a 14 | 4     |
| 12    | 5 a 9   | 12    |
| 8     | 0 a 4   | 0     |

## Economia
El 2007 la població en edat de treballar era de 166 persones, 118 eren actives i 48 eren inactives. De les 118 persones actives 114 estaven ocupades (59 homes i 55 dones) i 4 estaven aturades (2 homes i 2 dones). De les 48 persones inactives 25 estaven jubilades, 15 estaven estudiant i 8 estaven classificades com a «altres inactius».

### Ingressos
El 2009 a Villers-le-Château hi havia 99 unitats fiscals que integraven 267 persones, la mediana anual d'ingressos fiscals per persona era de 25.131 €.

### Activitats econòmiques
Dels 8 establiments que hi havia el 2007, 1 era d'una empresa de construcció, 1 d'una empresa de comerç i reparació d'automòbils, 1 d'una empresa d'informació i comunicació, 2 d'empreses immobiliàries, 2 d'empreses de serveis i 1 d'una empresa classificada com a «altres activitats de serveis».
Dels 2 establiments de servei als particulars que hi havia el 2009, 1 era un guixaire pintor i 1 perruqueria.
L'any 2000 a Villers-le-Château hi havia 9 explotacions agrícoles que ocupaven un total de 360 hectàrees.

## Poblacions més properes
El següent diagrama mostra les poblacions més properes.